# Дольний Штал
Дольни́й Штал (словац. Dolný Štál) — село в окрузі Дунайська Стреда Трнавського краю Словаччини. Площа села 30 км². Станом на 31 грудня 2015 року в селі проживало 1916 жителів.

## Історія
Перші згадки про село датуються 1254 роком.

## Географія
Протікають Бельський канал; Богельовський канал і Хотарний канал.

## Населення
| Рік:            | 1994. | 2004.   | 2014.   | 2024.   |
| --------------- | ----- | ------- | ------- | ------- |
| Кількість осіб: | 1966  | 1942    | 1914    | 1928    |
| Різниця:        |       | -1,22 % | -1,44 % | +0,73 % |

| Рік:            | 2023. | 2024.   |
| --------------- | ----- | ------- |
| Кількість осіб: | 1916  | 1928    |
| Різниця:        |       | +0,62 % |